# 激情的岁月
《激情的岁月》是2019年首播的中国大陆电视剧，由白涛、黄楠执导，黄剑东编剧，李光洁、高露、李健等主演。2019年9月23日在央视一套播出，是庆祝中华人民共和国成立七十周年国家广播电视总局优秀剧目展播劇目之一。